# Vincent Laurini
Vincent Laurini, né le 10 juin 1989 à Thionville, est un footballeur français qui évolue actuellement au Parme Calcio.

## Biographie
Il évolue au poste d'arrière droit et porte le numéro 16. Vincent devient footballeur professionnel d'une manière plutôt atypique. En effet, il passe par les centres de formation du FC Metz et du CS Sedan, mais aucun des deux clubs ne lui propose de contrat professionnel à l'issue de sa formation. Mesurant 1,73m, il est jugé trop petit.
C'est alors sur une idée de son père, qu'il contacte Dirk Bikkembergs, styliste belge pour qui il a déjà réalisé quelques séances photographiques et alors propriétaire du club de Fossombrone évoluant en Eccellenza regionale à ce moment, dans le but qu'il le recrute. Laurini et le club sont promus en Serie D.
Il rejoint Carpi où il est à nouveau promu. Ensuite, un nouveau palier est franchi puisque Vincent est transféré à Empoli, alors en Serie B, et avec qui il découvrira l'élite du football italien, la Serie A. Il inscrit son unique but professionnel le 12 mars 2016, face à la UC Sampdoria. Le 1er juillet 2017, il rejoint un grand club italien, la Fiorentina.
Il est considéré comme une référence du championnat italien à son poste malgré une blessure à un pied qui lui fait perdre sa place de titulaire au profit du prometteur défenseur central serbe, Nikola Milenković. Le 8 juillet 2019, il s'engage avec Parme.